# Formula–1 magyar nagydíj
A magyar nagydíj a Formula–1 egyik versenye, amelyet 1986 óta – megszakítás nélkül – rendeznek meg a Budapest melletti Mogyoród község külterületén található Hungaroring versenypályán. Előtte egy alkalommal, 1936-ban rendeztek Grand Prix versenyt a Népligetben, mely még nem volt hivatalos világbajnoki futam és nem is osztottak a verseny végén pontokat. Kisebb átalakítások után a pálya 2003-ban nyerte el jelenlegi vonalvezetését, amelynek hossza 4,381 kilométer. A verseny hossza 70 kör, vagyis a pilótáknak 306,67 km-t kell teljesíteniük, amely távot körülbelül 110 perc alatt lehet megtenni. A kétórás időhatár életbe léptetésére volt már szükség, 1986-ban  egy körrel rövidebb volt a futam. Esős körülmények között futott verseny a 2006-os és a 2021-es Formula–1-es futam volt, utóbbin a rajtot követően az első kanyarban történt egy baleset és piros zászlós megszakítás következett. A legtöbb pole-pozíciót (9) és győzelmet (8) a hétszeres világbajnok Lewis Hamilton szerezte,  Michael Schumacher négyszer, Ayrton Senna háromszor nyert a magyar nagydíjon. Szűk pályaszakaszai és éles kanyarjai miatt nehéz az előzés, ezért a Hungaroringet a monacói városi pályához szokták hasonlítani.
2021 júliusában újra meghosszabbították a nagydíj megrendezését biztosító szerződést, így egészen 2037-ig ellátogat a száguldó cirkusz Magyarországra.

## Története

### Az 1936-os verseny

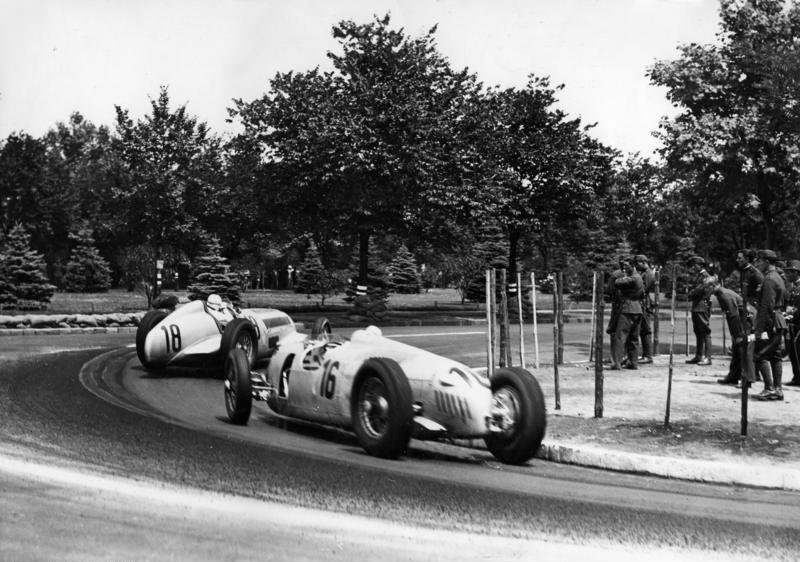
Rudolf Caracciola Bernd Rosemeyer előtt

1935 októberében megkapta a rendezés jogát a Királyi Magyar Automobil Club (KMAC) az Automobil Clubok Nemzetközi Szövetségének (AIACR) párizsi ülésén. Eredetileg május elején szerepelt a versenynaptárban ez a futam, de végül a rendezők kérésére júniusban került sor rá. 1936 februárjában KMAC a helyszínt a Népligetben jelölte ki. A versenyt június 25-én tartották.
Az első sorból a két Auto Union: Hans Stuck és Bernd Rosemeyer indult. Mögülük Tazio Nuvolari Alfa Romeójával és Brauchitsch Mercedesével rajtolt. Az első kör után Rosemeyer vezetett Stuck és Caracciola előtt, majd Stuckot megelőzte Brauchitsch és Nuvolari is. A 11. körben Caracciola átvette a vezetést, amit Brauchitsch 13 forduló után vett vissza a célegyenesben. A 28. körben Nuvolari vette át a harmadik helyet Caracciolától, aki nem sokkal később olajcsőtörés miatt kiállt a versenyből. A 30. körben a Rosemeyert egyre jobban szorongató Brauchitsch kicsúszott. A második helyen álló Nuvolari körről-körre csökkentette a hátrányát Rosemeyerrel szemben. A 35. körben pedig a célegyenesben meg is előzte őt és előnyét egyre jobban növelte. A 48. körben Brauchitsch feladta a küzdelmet, Nuvolari előnyét tovább növelve futott be elsőként a célba. A magyar Hartmann László 6 kör hátrányban, a hetedik helyen végzett jóval gyengébb Maseratijával. A verseny eredménye nem számított bele az 1936-os Grand Prix-szezon világbajnokságába.

### A Formula–1-ben

#### Előzmények
Bernie Ecclestone, a FOCA egykori elnöke az 1980-as évek elején elhatározta, hogy Formula–1-es nagydíjat rendez valamelyik szocialista országában. Többhónapos tárgyalásokat folytatott a Szovjetunióval egy moszkvai verseny megrendezéséről, de 1983-ban felhagyott ebbéli céljával. Ezután szóba került Kína, Jugoszlávia (pontosabban Fiume) és Csehország (Brno) neve is, mint esetleges helyszín. Rohonyi Tamás Brazíliában élő magyar üzletember tanácsára 1983 nyarán Ecclestone Budapestre látogatott, ahol támogatóra talált Balogh Tibor, a Magyar Autóklub elnökének személyében. Még ebben az évben megkezdődtek a tárgyalások, elsősorban a helyszínnel kapcsolatban, amelynek megválasztása körül viták folytak. A Városligetet elsősorban esztétikai, a Népligetet pedig környezetvédelmi okok miatt nem engedélyezte a Fővárosi Tanács. Ekkor Kiss Dezső közlekedési miniszterhelyettes pontos felméréseket készített, és a feltételrendszer kidolgozása előkészítette az állami döntés meghozatalát. Így esett a választás a Gödöllői-dombságban, az M3-as autópálya mentén fekvő Mogyoród melletti homokos területre. 1985. szeptember 10-én Balogh Tibor, az időközben megalakult Gazdasági Társulás elnöke, Londonban aláírta Bernie Ecclestone-nal a nagydíj ötéves megrendezéséről szóló dokumentumot. A Hungaroringet 1985. október 1-én kezdték építeni, és alig 8 hónap alatt el is készült, az első versenyt 1986. augusztus 10-én tartották.

#### 1986–1989

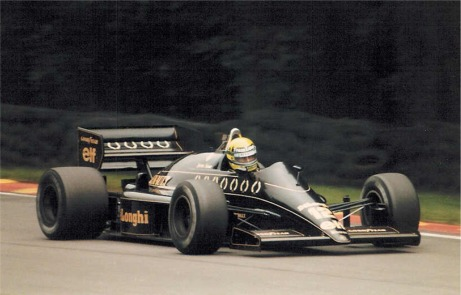
Ayrton Senna 1986-ban a Lotusszal

Az első magyar nagydíj pole pozícióját Ayrton Senna szerezte meg a Lotus-Renault-val, mellőle honfitársa, Nelson Piquet indulhatott, míg a második sorba a világbajnoki pontversenyt vezető Nigel Mansell és Alain Prost sorakozott fel. A rajt után Senna megtartotta a vezetést, míg Mansell feljött a második helyre, Prost és Piquet elé. A brazil azonban hamarosan megelőzte Mansellt, akitől átvette a második pozíciót. A 11. körben Prost megelőzte Mansellt, majd egy fordulóval később Piquet átvette a vezetést Sennától, aki elkezdett visszaesni a francia felé. Prost nem sokkal később műszaki probléma miatt kiállt. Ezután Mansell harmadik, Johnny Dumfries negyedik, Gerhard Berger pedig ötödik volt. Féltávnál Piquet kereket cserélt, míg Senna kint maradt, és előnyre tett szert, így amikor ő állt ki, sikerült az élre visszatérnie. A különbség azonban a két brazil között gyorsan csökkent, Piquet pedig az 57. körben visszaelőzte Sennát. Ezután a két autó végig szorosan együtt haladt, de Piquet-nek sikerült Sennát maga mögött tartania. Öt futammal a szezon vége előtt négy pilótának volt jó esélye a világbajnoki cím megszerzésére: Mansellnek, Sennának, Piquet-nek és Prostnak. Végül a francia lett a bajnok.

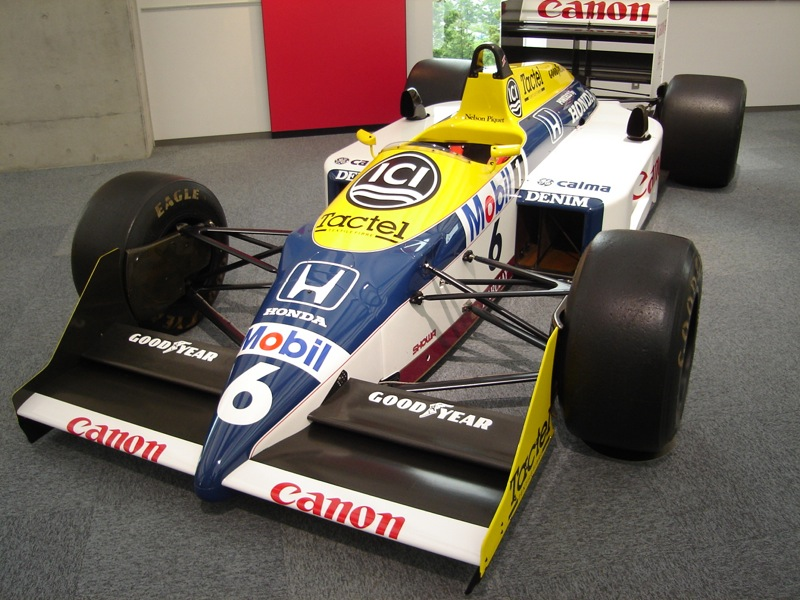
Nelson Piquet 1987-es Williams FW11B-je

1987-ben a verseny hétvégéjén Ayrton Senna közölte csapatával, a Lotusszal, hogy a következő évtől nem marad náluk, és a McLarenhez igazol, Alain Prost mellé. A Lotusnál gyorsan léptek, és leszerződtették Nelson Piquet-t. Az időmérőn a williamses Nigel Mansellé lett az első rajtkocka, Gerhard Berger a második, Piquet a harmadik, Prost a negyedik lett. A rajtot követően Mansell az élen maradt, Berger viszont nem startolt jól, így Piquet elment az osztrák mellett, aki azonban az első kanyarban, a külső íven visszavette pozícióját. A brazil ezután Alboretónak köszönhetően elvesztette harmadik helyét, s a két Ferrari elkezdte üldözni Mansellt. Berger rövidreszabott versenye a 14. körben a differenciálmű meghibásodása miatt végetért. Ezáltal Alboreto feljött a második helyre, míg Piquet a harmadikra, aki a 29. körben megelőzte az olaszt. Ekkor Senna a negyedik, Boutsen az ötödik, Prost pedig a hatodik helyen autózott. A sorrend a 44. körig nem változott, ekkor Alboretónak motorhiba miatt fel kellett adnia a versenyt. Ezt követően Prost megelőzte Boutsent, majd a 71. körben, öt körrel a leintés előtt az élen álló Mansell elvesztette autója jobb hátsó kerekét rögzítő csavarját, így kiállni kényszerült. A győzelem így Piquet ölébe hullt, akit Senna, Prost, Boutsen, Riccardo Patrese és Derek Warwick követett.
1988-ban Senna indult az első helyről immár a Mclarennel, Mansell előtt, míg Prost csak a hetedik helyet szerezte meg. A rajtot Mansell jobban kapta el, de Senna erősebb motorjának köszönhetően előbb tudott befordulni az első kanyarba. Bár a bárányhimlőben szenvedő brit egy ideig üldözte a brazil megcsúszása után visszaesett mezőnyben, majd kimerültség miatt kiállt a versenyből. Prost egyre előrébb került, a 32. körben már a harmadik volt, majd a 47. körben Boutsen megelőzésével már Senna mögött autózott. Yannick Dalmas és Gabriele Tarquini lekörözésénél megelőzte Sennát is, de kissé kicsúszott az első kanyarban, így Senna visszaelőzte. Prost ezután vibrációval küzdött, ezért csak csapattársa mögött ér célba, Boutsen, Berger, Gugelmin és Patrese előtt.

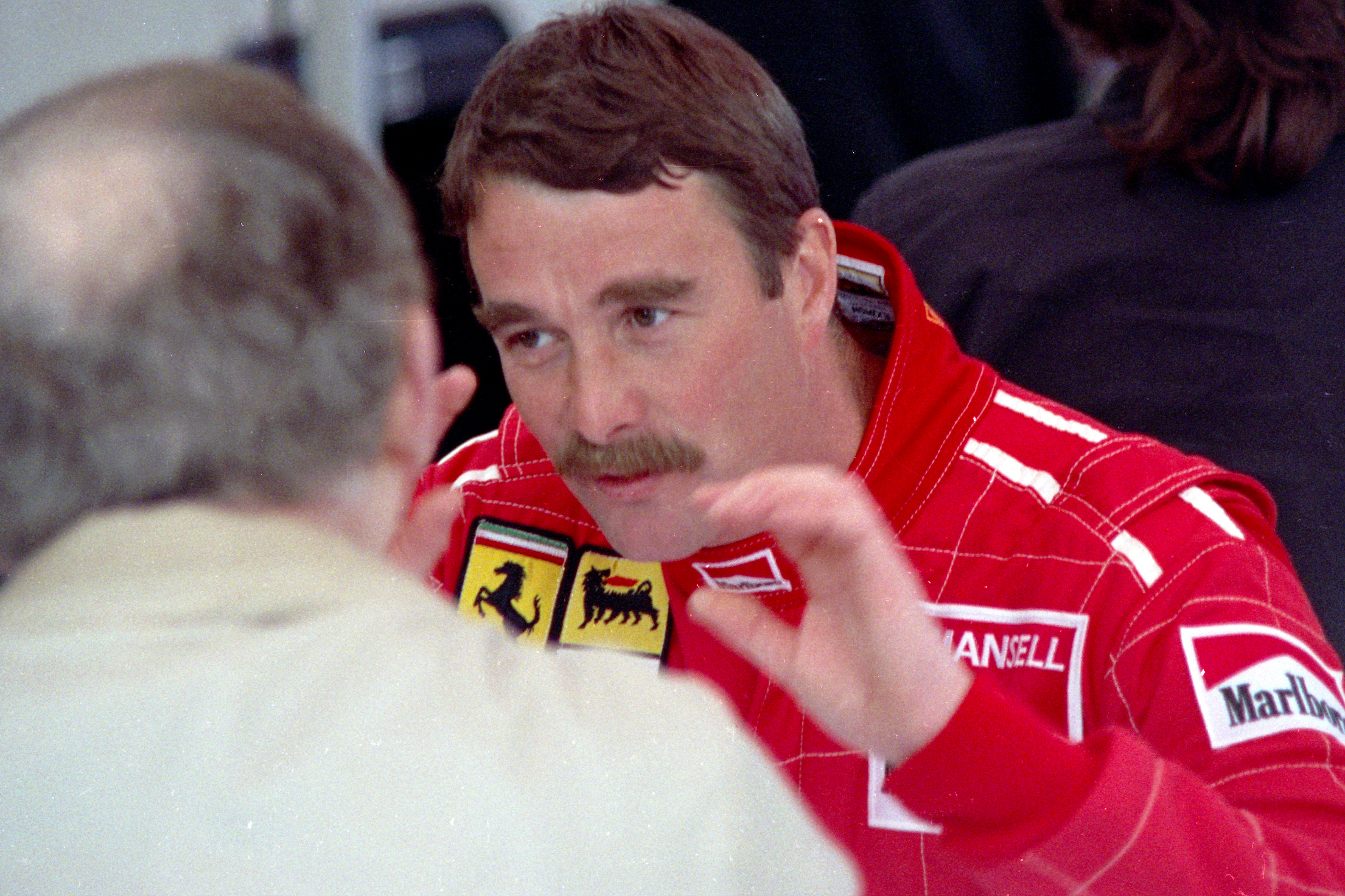
Az 1989-es magyar nagydíj győztese, Nigel Mansell

1989-ben Riccardo Patrese szerezte meg a pole-t Senna és a Dallarát vezető Alex Caffi előtt. Boutsen a negyedik, Prost pedig az ötödik rajtkockából vághatott neki a futamnak, Mansell csak a tizenkettedik helyen végzett. A rajtot követően Patrese, Senna és Caffi is megtartotta pozícióját, de az olaszt hamarosan Berger, Prost és a gyorsan felzárkózó Mansell is megelőzte. A brit egyre feljebb lépett, és sokáig a harmadik helyen autózott, majd miután Patrese vízszivárgás miatt az 55. körben kiállni kényszerült, a második helyre jött fel, Senna mögé. Az 58. körben a két élen haladó az Onyxot vezető Stefan Johanssont próbálta lekörözni, amikor a váltóhibával küszködő svéd autója váratlanul lelassult. Senna egy pillanatra beragadt az Onyx mögé, amely alkalmat kihasználva Mansell jobbról elment a McLaren előtt. A brit megnyerte a versenyt, Senna második, Boutsen harmadik, Prost pedig negyedik lett. Eddie Cheever az ötödik, míg Nelson Piquet a hatodik pozícióban ért célba.

#### 1990–1999

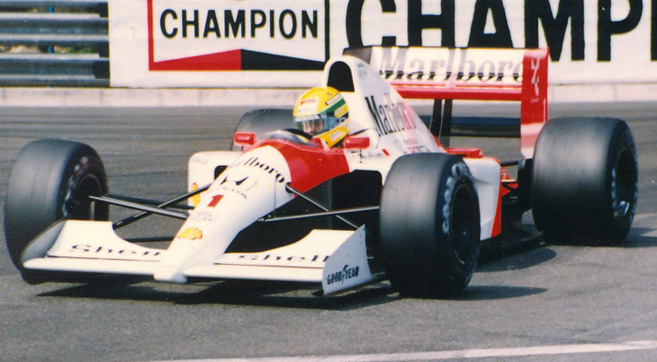
Ayrton Senna 1991-ben

1990-ben a Williamsek alkották az első sort, Thierry Boutsen indult a pole-ból Patrese előtt. A rajt Bergernek sikerült a legjobban, Boutsen mögé jött fel. Senna Prosthoz hasonlóan visszaesett a rajtnál. A brazilnak a 21. körben sikerült megelőznie Alesit, de ekkor defekt miatt kiállt a boxba. Később Nannini és Prost is megelőzte Alesit, de Prost erőátviteli probléma miatt kiesett. Senna boxkiállása után gyorsan zárkózott fel az élen haladó öt autóra. Miután Berger, Mansell és Patrese is mögé került, a brazil Nanninit próbálta megelőzni a sikánnál a 64. körben. A két autó összeütközött. Míg Nannini a sóderágyban ragadt, Senna továbbhajtott és utolérte Boutsent, de megelőzni nem tudta. A belga versenyző pályafutása harmadik győzelmét szerezte meg, Senna második, Piquet harmadik lett.
1991-ben Senna indult a pole-ból, Patrese, Mansell és Prost előtt. Bár Patrese jobban rajtolt, nem tudott az élre állni. Ezután nem történt változás az első négy között, a boxkiállások idején sem. Prost motorja a 28. körben meghibásodott és kiállni kényszerült. Patrese a célegyenesben elengedte Mansellt, hogy a britnek esélye legyen Senna megelőzésére, ami nem sikerült. A meglehetősen eseménytelen futamot Senna nyerte Mansell, Patrese, Berger, Alesi és Ivan Capelli előtt.

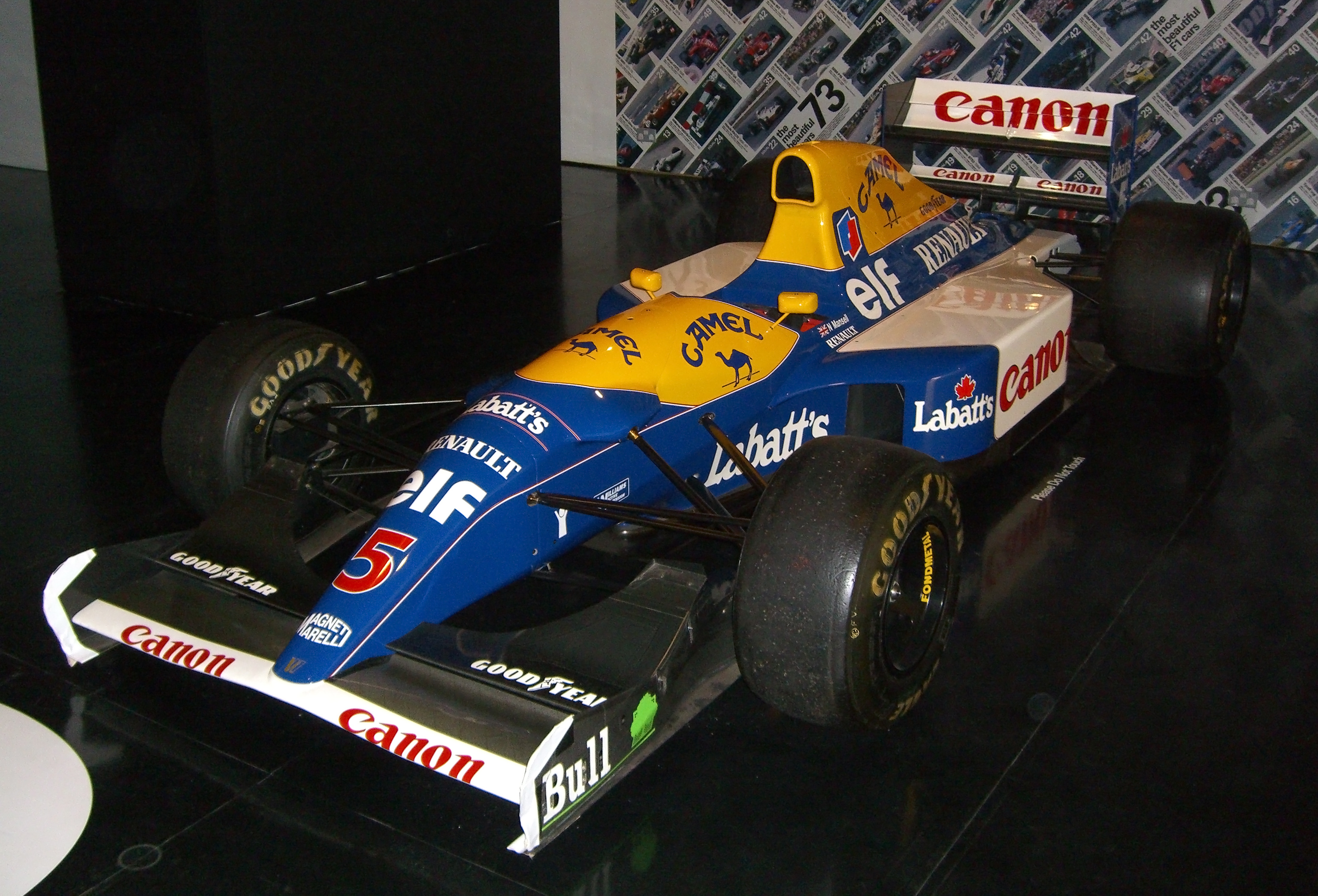
Nigel Mansell 1992-es Williams FW14B-je

1992-ben Patrese indult a pole-ból, Nigel Mansell előtt, aki az évad első tíz versenyéből nyolcat megnyert. A rajtnál az olasz megtartotta a vezetést, míg Mansellt Senna és Berger is megelőzte. Mansell a 8. körben megelőzte Bergert, de nem sikerült Senna elé kerülnie. A 31. körben a brit hibázott, Berger megelőzte, de Mansell néhány kör múlva visszaelőzte az osztrákot. A 39. körben Patrese kicsúszott, a 7. helyre tért vissza, de motorja ezután tönkrement. Patrese kiesésével Mansell a második helyen haladt, ami elég volt bajnoki címe bebiztosításához, ezután nem üldözte tovább Sennát, aki végül megnyerte a versenyt. Mansellnek problémája akadt, majd boxkiállása után a hatodik helyre tért vissza. A brit megelőzte Mika Häkkinent, majd Martin Brundle-t és Bergert, míg az előtte haladó Michael Schumacher balesetezett, így Mansellnek sikerült a bajnoki címéhez szükséges második helyen célbaérnie. Ez volt a történelmi Brabham csapat utolsó versenye.
1993-ban a domináló Williams-Renault-k: Alain Prost és Damon Hill végzett az időmérő edzés elején. Prost autója a felvezetőkörben megállt, ezért az utolsó helyről kellett indulnia. A rajtnál Hill megtartotta vezetését. Senna a 18. körben gázadagolójának meghibásodása miatt kiesett. Prost hátsószárnyával probléma akadt, amelyet boxban hosszú ideig szereltek, a francia hét kör hátrányban tért vissza. Damon Hill első futamgyőzelmét szerezte meg a benettonos Patrese és a ferraris Berger előtt.
Az 1994-es időmérőn Michael Schumacher szerezte meg a pole-t Hill és David Coulthard Williams-Renault-ja előtt. Mivel a német nem rajtolt jól, Hill elé húzódott, így megtartotta a vezetést. Schumacher háromszor, Hill kétszer állt ki a boxba, de a sorrend nem változott meg közöttük. A verseny végén Jean Alesi Ferrarijából folyni kezdett az olaj, emiatt Coulthard balesetet szenvedett. A harmadik helyet így Martin Brundle szerezte meg, de az utolsó körben motorhiba miatt kiesett. A harmadik hely így Jos Verstappené lett Schumacher és Hill mögött.
Az 1995-ös versenyen Hill magabiztos győzelmet aratott. A brit az első helyről indulva végig vezette a futamot és megszerezte a leggyorsabb kört is. Schumacher első kiállásánál probléma adódott az üzemanyagtöltő berendezéssel, majd elektronikai hiba miatt kiesett. Hill mögött Coulthard ért célba, így a Williams kettős győzelmet ünnepelt. A harmadik Berger már egy kör hátrányban ért célba.
1996-ban Schumacher indult az első helyről a Ferrarival Hill és az újonc Jacques Villeneuve Williamse előtt. Villeneuve a rajtnál nem tudta megelőzni a németet, csak az első kiállásokkor tudott elé kerülni. Hill a rajtnál több pozíciót visszaesett, de második boxkiállásánál megelőzte Schumachert. Villeneuve utolsó boxkiállásánál néhány másodpercet veszített, mivel nehezen tudták rögzíteni a hátsó kerekét. Hill felzárkózott Villeneuve mögé, de a kanadai megőrizte pozícióját, így harmadik győzelmét szerezte az évadban. Schumacher 7 körrel a leintés előtt kiesett gázpedáljának hibája miatt. Berger motorhiba miatt kiesett, így a harmadik helyen csapattársa, Alesi ért célba.

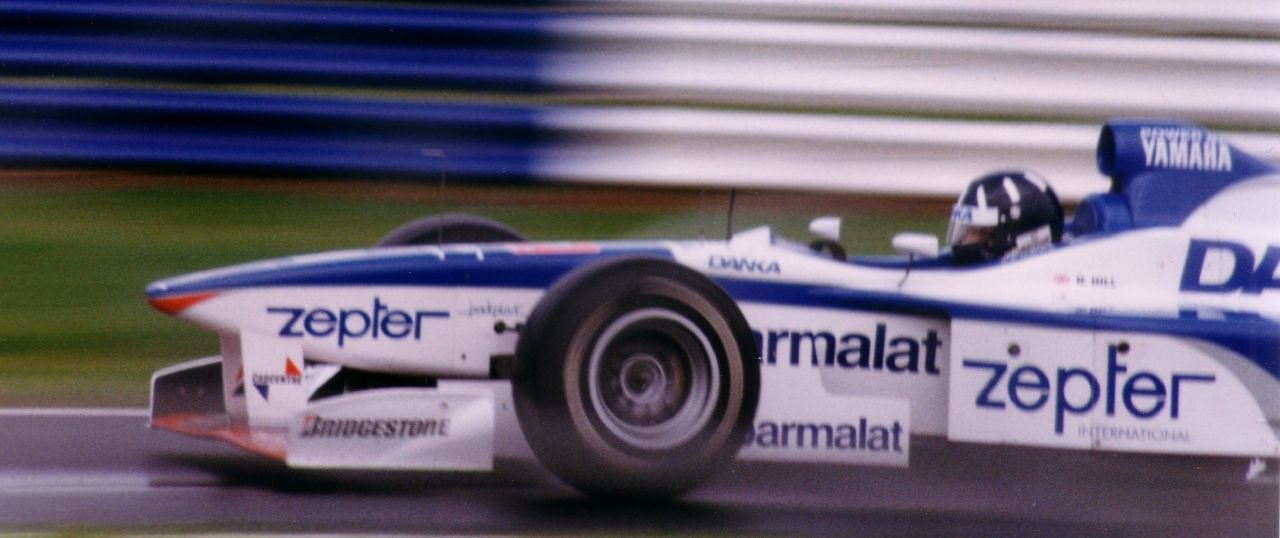
Damon Hill 1997-ben az Arrows-Yamahával

1997-ben Schumacher indult az első helyről, míg a címvédő Damon Hill a versenyképtelen Arrows-Yamahával a harmadik helyet szerezte meg. Miután a brit lerajtolta Schumachert, a verseny nagy részében vezetett. Az utolsó körökben gázadagolója hibája miatt autója lelassult és Villeneuve átvette tőle a vezetést, Hill 9 másodperc hátrányban ért célba a második helyen. Johnny Herbert szezonbeli legjobb eredményét szerezte harmadik helyével, Michael Schumacher negyedik lett.
1998-ban a McLaren-Mercedesek (Mika Häkkinen és David Coulthard) indultak az első sorból, Schumacher előtt. Féltávig nem változott az első három sorrendje, ekkor Schumacher háromkiállásos stratégiára váltott Ross Brawn utasítására. A döntés nagyon jónak bizonyult, a német ennek köszönhetően győzni tudott, miközben finn riválisa csak a hatodik helyen ért célba sebességváltó problémák miatt. A verseny végén rendbontás történt, mivel a nézők ellepték a versenypályát. A szervezőkre 250 000 dollár büntetést szabtak ki emiatt. Rendbontás azóta nem történt a Hungaroringen.
1999-ben Schumacher nem vehetett részt a futamon, a brit nagydíjon szerzett korábbi sérülése miatt. A bajnokságot ekkor csapattársa, Eddie Irvine vezette Häkkinen előtt. A finn a pole-ból indult, Irvine és Coulthard előtt. A skót rossz rajtot vett, Giancarlo Fisichella és Heinz-Harald Frentzen is megelőzte. Häkkinen előnyét egyre növelte, Coulthardnak sikerült visszatérnie a harmadik helyre első boxkiállása után. A verseny végéhez közeledve utolérte Irvine-t, aki a nagy nyomás alatt hibázott, és a 62. körben kicsúszott. A futamot Häkkinen nyerte Coulthard és Irvine előtt.

#### 2000–2009
2000-ben Schumacher indult a pole-ból, de a harmadik helyről jól rajtoló Häkkinen az élre állt és dominálva győzött a versenyen. Schumacher nem tudta utolérni a finnt, de sikerült megőriznie második helyét a verseny végén Coulthard előtt.

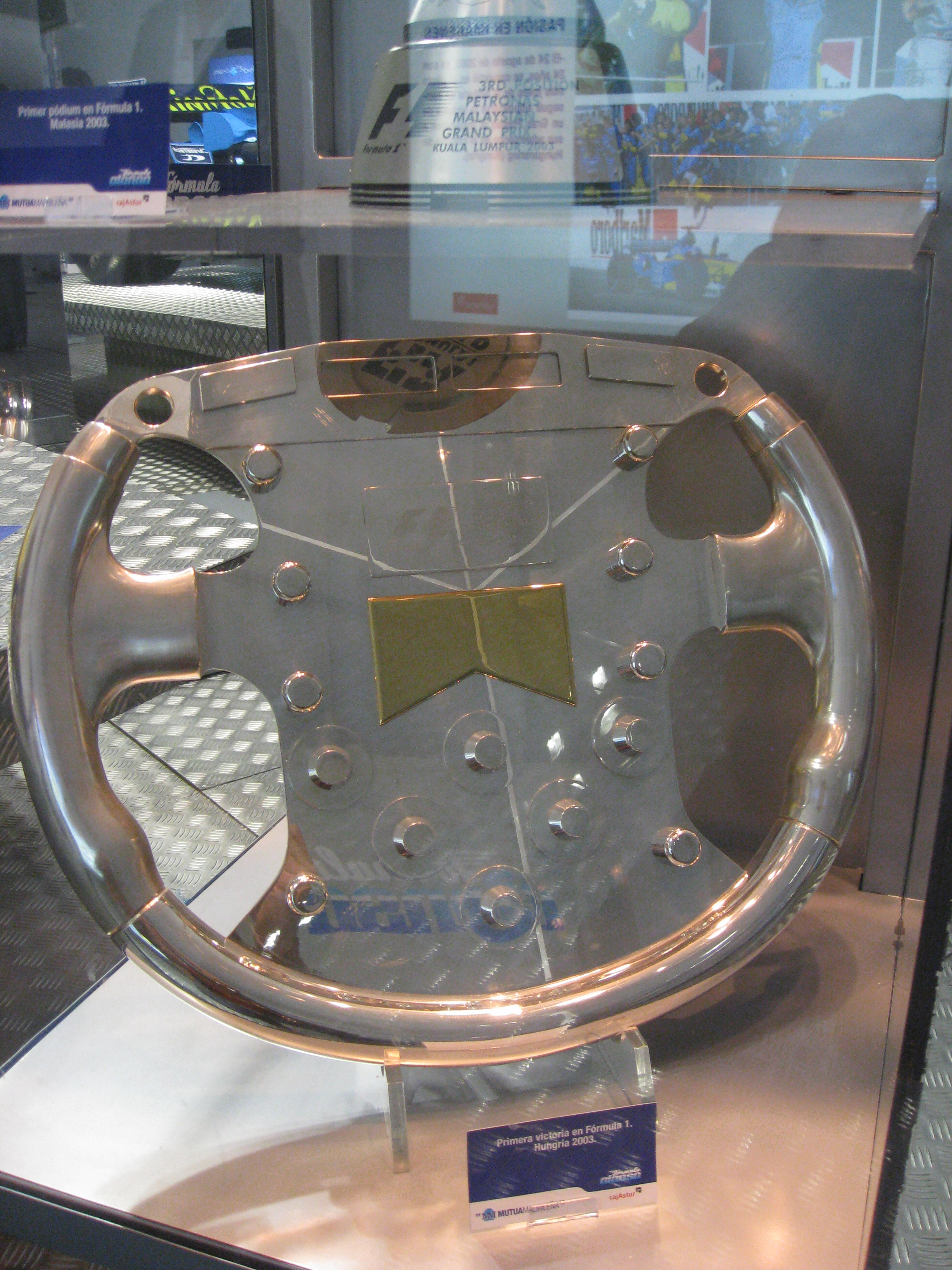
A 2003-as győztes Alonso trófeája

2001-ben a pole-ból induló Michael Schumacher győzött a Hungaroringen. A német pályafutása 51. győzelmét szerezte, ezzel beállította Alain Prost korábbi rekordját és bebiztosította negyedik világbajnoki címét. Rubens Barrichello David Coultharddal harcolt a második helyért, végül a boxkiállásoknál sikerült megelőznie skótot. A brazil második helyének köszönhetően a Ferrari bebiztosította 2001-es konstruktőri címét is.
2002-ben ismét a Ferrarik domináltak, Rubens Barrichello győzött csapattársa, Schumacher előtt. Az olasz csapat itt biztosította be konstruktőri címét, a magyar nagydíjat ez évben a legjobban megrendezett versenynek választották.
2003-ra átépítették a pályát, ahol a gyakorláson Ralph Firman súlyos balesetet szenvedett, helyette a magyar Baumgartner Zsolt indult a versenyen a Jordannel.
Az időmérőn a Michelin gumis autók domináltak, Fernando Alonso szerezte meg a pole-t Ralf Schumacher és Mark Webber előtt. A rajt után mindkét Williams visszaesett, míg Räikkönen a harmadik helyre ért fel. A 19. körben Barrichello látványos balesetet szenvedett, amikor bal hátsó kereke a célegyenesben leszakadt és a Ferrari az első kanyarban kirepült. A futamot Alonso 18 másodperces előnnyel nyerte Räikkönen és Montoya előtt, a spanyol ezzel a legfiatalabb futamgyőztes lett. Michael Schumacher körhátrányban, a nyolcadik helyen ért célba.

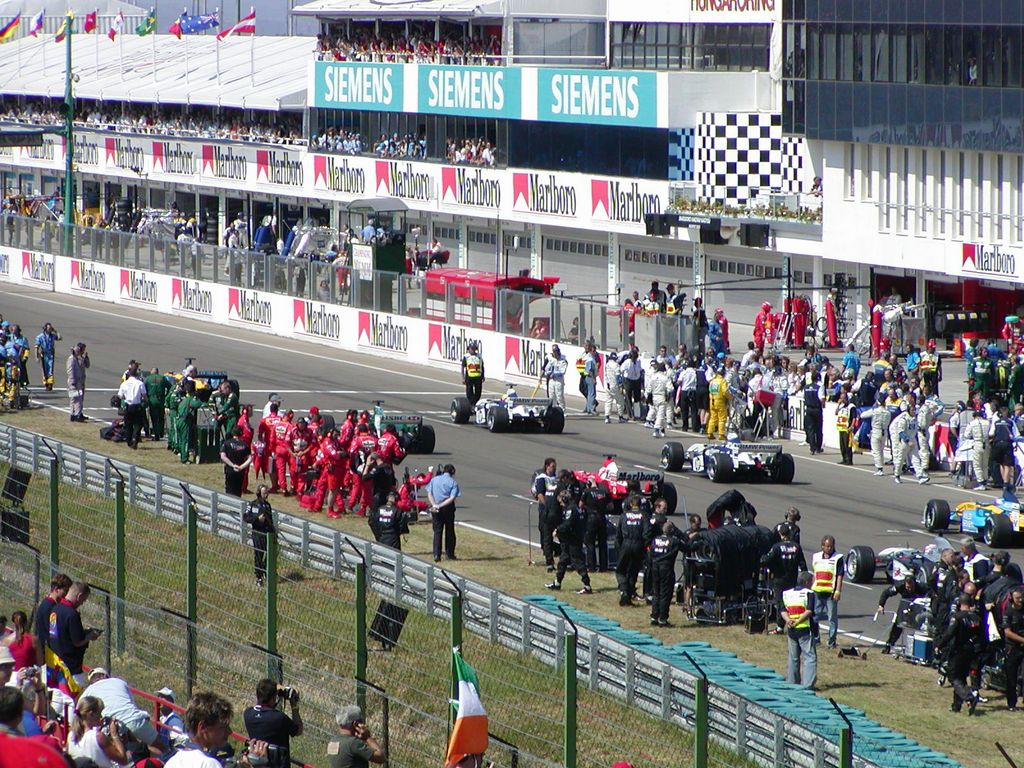
A 2003-as verseny rajtrácsa

2004-ben a rajtrács első sorát az évadban domináló Ferrarik foglalták el, Schumacher, Barrichello sorrendben. Mögülük a második sorból a két BAR-Honda, Szató Takuma és Jenson Button rajtolt. Schumacher rajt-cél győzelmet szerzett, Barrichello pedig második lett. A versenyt 2003-ban megnyert Fernando Alonso harmadikként végzett.
2005-ben a pole-t Michael Schumacher szerezte meg Montoya és Trulli előtt. A versenyt a 4. helyről induló Räikkönen nyerte meg. Michael és Ralf Schumacher állt fel a dobogó második és harmadik fokára. Alonso az első kanyarban történt rajtbaleset miatt csak a 11. lett.
Az esős 2006-os magyar nagydíj időmérő edzésén Schumacher (előzés piros zászló alatt) és Alonso (feltartás) is büntetést kapott, mindkettejük legjobb idejéhez 2 másodpercet adtak hozzá. Az időmérőt így Kimi Räikkönen nyerte Massa előtt. Alonso a 15., Schumacher a 11. helyet szerezte meg. A start nedves pályán zajlott, ahol Räikkönen remek rajtot vett, Schumacher a negyedik, Alonso a hatodik helyre jött fel. Alonso nem sokkal ezután megelőzte csapattársát, Fisichellát, majd körbeautózta Schumachert is (aki Fisichellával való ütközése miatt első vezetőszárnya cseréjére kényszerült).

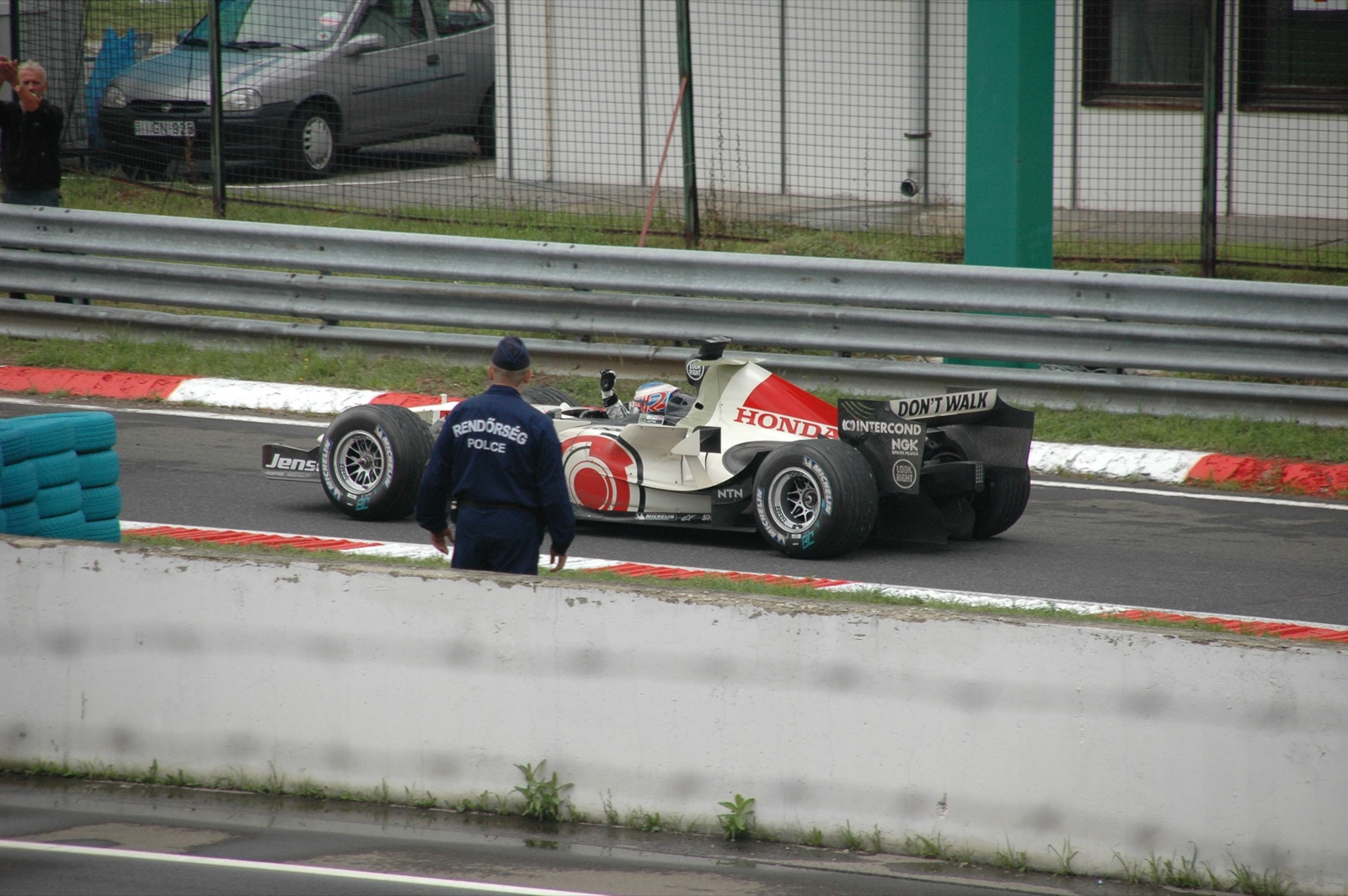
A győztes Button a 2006-os versenyen

Amikor a vezető Kimi Räikkönen a 26. körben Vitantonio Liuzzit próbálta lekörözni, összeütköztek és mindketten kiestek. A biztonsági autós szakasz után Alonsóra felzárkózott Jenson Button. Miután a pálya kezdett felszáradni, Alonso is kiállt száraz gumira cserélni, azonban egy rosszul rögzített csavar miatt kiesett a versenyből. Ekkor már Button vezetett az élen. Schumacher kockáztatott és nem váltott szárazpályás gumira, Heidfelddel való ütközése után kiállni kényszerült. Jenson Button élete első futamgyőzelmét aratta a Hondával, a második Pedro de la Rosa, a harmadik Nick Heidfeld lett. Bár Kubica a hetedik helyen ért be első versenyén, a futam után diszkvalifikálták a lengyelt, mert autója két kilogrammal könnyebb volt a megengedettnél. Az eredetileg kilencedik Schumacher így egy pontot szerzett.
A 2007-es időmérőn Alonso szerezte meg a pole-pozíciót, de utolsó boxkiállásánál a harmadik szakaszban olyan sokáig tartotta fel a mögötte kerékcserére várakozó Hamiltont, hogy ő már nem tudott mért kört futni. Néhány órával az időmérő edzés után Alonso öthelyes rajtbüntetést kapott, ezen kívül elvették a McLaren itt szerzett konstruktőri pontjait is. A második helyről Heidfeld, a harmadikról Räikkönen indulhatott. Hamilton dominálva nyerte meg a versenyt. Räikkönen második, Nick Heidfeld harmadik, Alonso negyedik lett. Felipe Massa pont nélkül, a 13. helyen fejezte be a versenyt.
A 2008-ban az élről Hamilton indulhatott, de Massa a harmadik helyről remekül rajtolt, és megelőzte az előtte lévő két McLarent. A brazil sokáig vezette is a versenyt, de motorja 3 körrel a verseny vége előtt tönkrement, így kiesett. Mivel Hamilton Massa balszerencséje előtt defektet kapott, így a 23. magyar nagydíjat a 23-as rajtszámú McLaren MP4-23-mal Heikki Kovalainen nyerte, megszerezve pályafutása első győzelmét. A második meglepetésre Timo Glock, a harmadik Kimi Räikkönen lett. Hamilton végül ötödik lett.

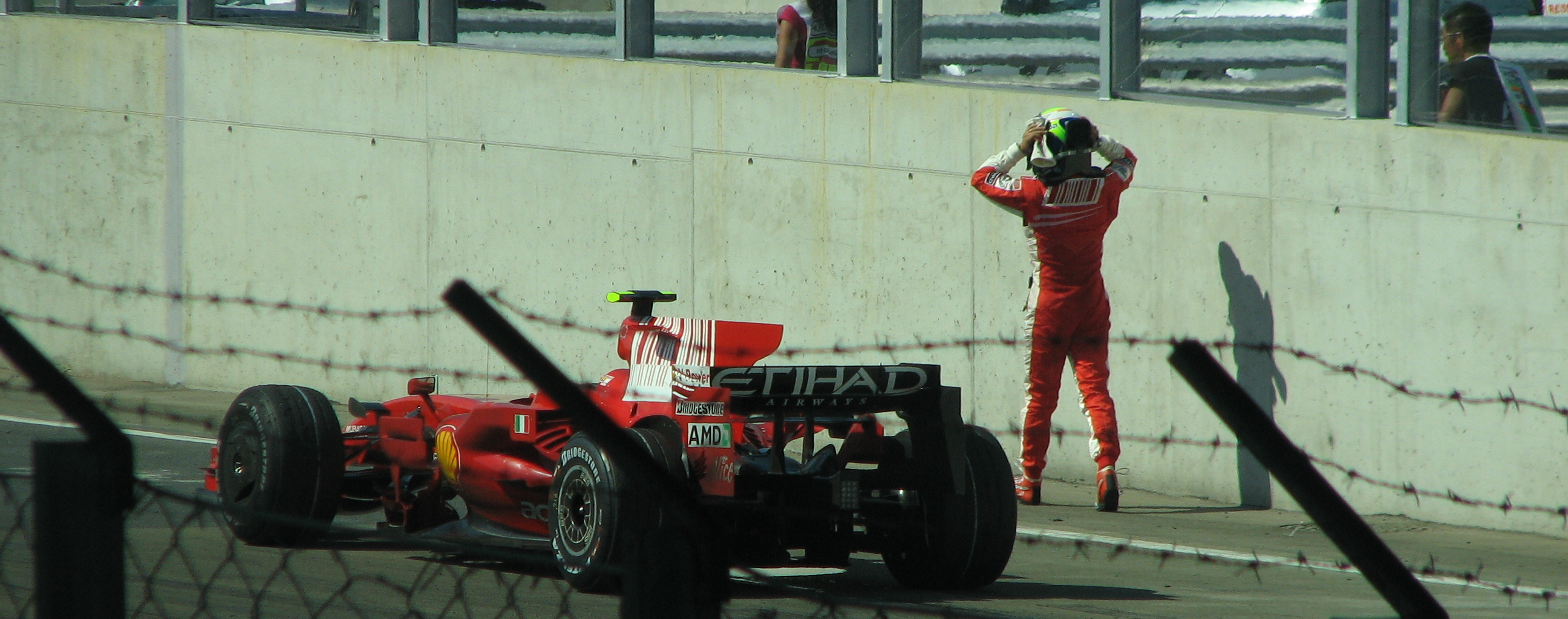
Massa motorhiba miatt kiesett 2008-ban

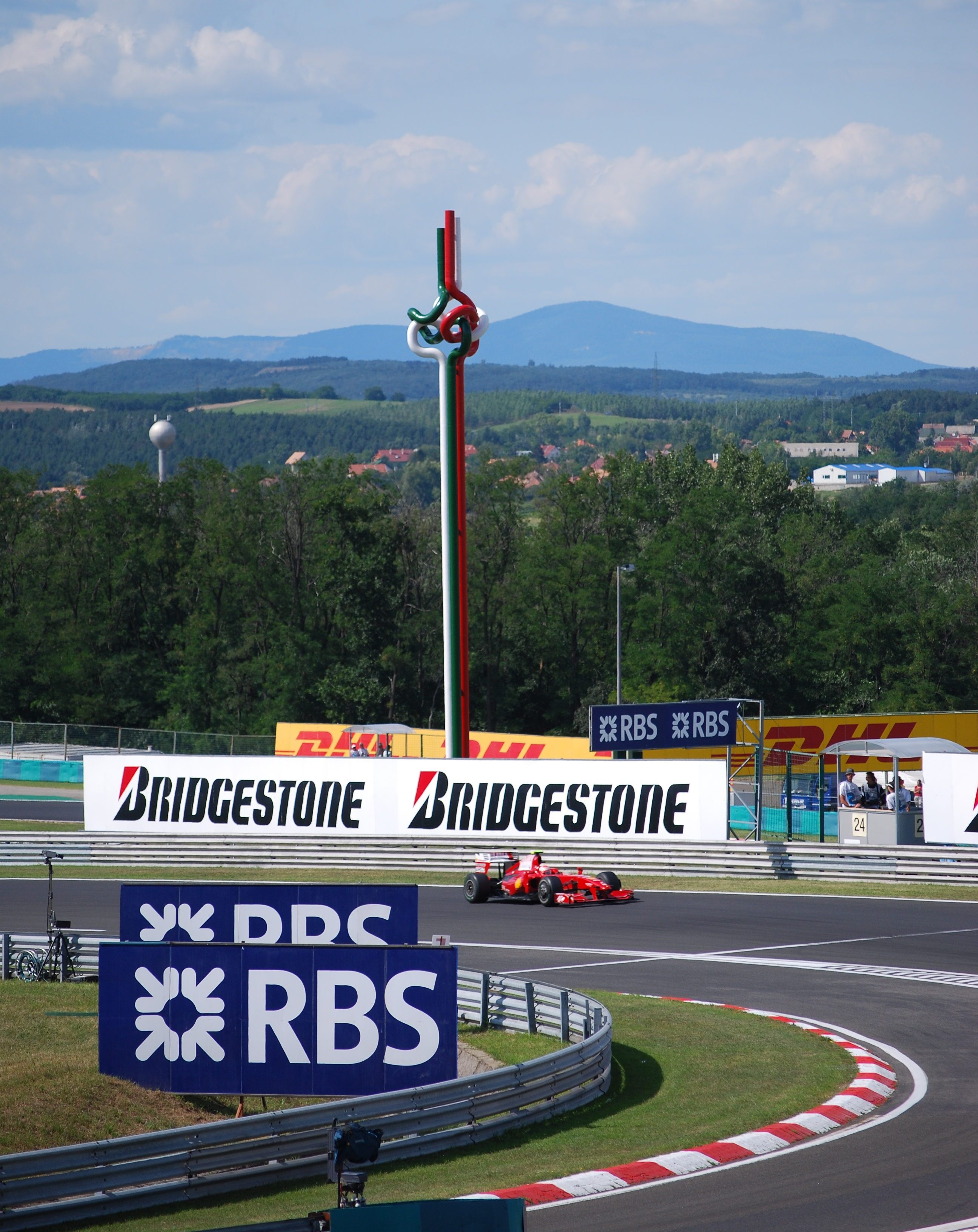
Räikkönen második lett a futamon 2009-ben

2009-ben az időmérő edzésen egy leszakadt alkatrész fejbe találta Massát, aki súlyos koponyasérülést szenvedett. A brazilt még aznap megoperálták Budapesten, de a világbajnokság hátralévő részét így is kénytelen volt kihagyni. A pole-pozíciót Fernando Alonso szerezte meg a Red Bullos Sebastian Vettel előtt.
A spanyol jól rajtolt, és az első boxkiállásig vezetett, de akkor (ugyanúgy, mint három éve) rosszul szerelték fel a jobb első kerekét, ami már a kiállás utáni első körben leesett. Alonso ezután feladta a versenyt. Csapatát, a Renault-t megbüntették, mivel Alonso rosszul rögzített kereke balesetveszélyes volt. A vezetést Lewis Hamilton vette át, és a boxkiállásokat kivéve végig vezetve nyerte meg a futamot. A második a ferraris Kimi Räikkönen lett, a dobogó első két foka így az előző két év erőviszonyaira emlékeztetett. A vb-esélyesek közül csak a harmadik Mark Webber ért el komolyabb eredményt, mert pontversenyt vezető Jenson Button csak a hetedik lett, Vettel a felfüggesztés hibája miatt kiesett.
A futamon mutatkozott be Jaime Alguersuari, aki a legfiatalabban debütáló versenyző lett a Formula–1-ben.

## A pálya

2003-

1989-2002

1986-1988

A pálya tervezését a Gazdasági Társulás megbízásából az Aszfaltútépítő Vállalat mérnökei, Papp István és Gulácsi Ferenc végezték. A Hungaroring számítógéppel való tervezése világviszonylatban is újszerűnek számított. A Kerepestarcsa és Mogyoród közötti 73 hektáros területen 1985. október 15-én kezdődtek meg a Hungaroring földmunkái, amelyek nagy része az év végére befejeződött. Az időjárási körülmények miatt az építkezés csak márciusban folytatódhatott, amikor megkezdték a pálya aszfaltozását. Nagy gyorsasággal fejezték be a boxutcát, a négyemeletes toronyépületet, a lelátókat, illetve a rádiós fülkéket. Az építkezés nyolc hónap alatt, a határidőre, május végére elkészült.
A Hungaroring nyomvonala kétszer módosult nagymértékben. 1989-ben egy kisebb módosítást hajtottak végre, amikor a hármas chicanet elvették. 2003-ban a célegyenest meghosszabbították 200 méterrel, valamint szűkítették az 1-es kanyart az előzések megkönnyítése érdekében. 13-as kanyart későbbre helyezték, hosszabb egyenes került elé. Az átépítések miatt a pálya hosszúsága először 4014 m-ről 3975 m-re csökkent, de 2003-ban elérte a mostani, 4381 méteres hosszúságát.
Szűk pályaszakaszai és éles kanyarjai miatt nehéz az előzés, ezért a Hungaroringet a monacói városi pályához szokták hasonlítani.

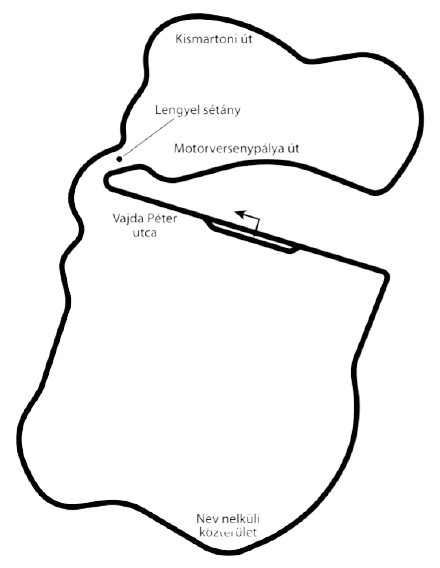
1936 (Népliget)

A 2013-as verseny után komoly átalakítás kezdődhet a Ringen melynek során részben új nyomvonalat kap a pálya új előzési ponttal dinamikusabb pályát építenek.

| Év                                                  | Győztes versenyző  | Csapat/Motor     | Idő           | Pályahossz | Körök száma | Átlagsebesség | Dátum         | Összefoglaló |
| --------------------------------------------------- | ------------------ | ---------------- | ------------- | ---------- | ----------- | ------------- | ------------- | ------------ |
| 2025                                                | Lando Norris       | McLaren          | 1:35:21,231 h | 4,381 km   | 70          |               | augusztus 3.  | Összefoglaló |
| 2024                                                | Oscar Piastri      | McLaren          | 1:38:01,989 h | 4,381 km   | 70          |               | július 21.    | Összefoglaló |
| 2023                                                | Max Verstappen     | Red Bull         | 1:38:08,634 h | 4,381 km   | 70          |               | július 23.    | Összefoglaló |
| 2022                                                | Max Verstappen     | Red Bull         | 1:39:35,912 h | 4,381 km   | 70          |               | július 31.    | Összefoglaló |
| 2021                                                | Esteban Ocon       | Alpine           | 2:04:43,199 h | 4,381 km   | 70          |               | augusztus 1.  | Összefoglaló |
| 2020                                                | Lewis Hamilton     | Mercedes         | 1:36:12,473 h | 4,381 km   | 70          |               | július 19.    | Összefoglaló |
| 2019                                                | Lewis Hamilton     | Mercedes         | 1:35:03,796 h | 4,381 km   | 70          |               | augusztus 4.  | Összefoglaló |
| 2018                                                | Lewis Hamilton     | Mercedes         | 1:37:16,427 h | 4,381 km   | 70          |               | július 29.    | Összefoglaló |
| 2017                                                | Sebastian Vettel   | Ferrari          | 1:39:46,713 h | 4,381 km   | 70          |               | július 30.    | Összefoglaló |
| 2016                                                | Lewis Hamilton     | Mercedes         | 1:40:30,115 h | 4,381 km   | 70          |               | július 24.    | Összefoglaló |
| 2015                                                | Sebastian Vettel   | Ferrari          | 1:46:09,985 h | 4,381 km   | 69*         | 170,816 km/h  | július 26.    | Összefoglaló |
| 2014                                                | Daniel Ricciardo   | Red Bull-Renault | 1:53:05,058 h | 4,381 km   | 70          | 162,690 km/h  | július 27.    | Összefoglaló |
| 2013                                                | Lewis Hamilton     | Mercedes         | 1:42:29,445 h | 4,381 km   | 70          | 179,506 km/h  | július 28.    | Összefoglaló |
| 2012                                                | Lewis Hamilton     | McLaren-Mercedes | 1:41:05,503 h | 4,381 km   | 69*         | 179,390 km/h  | július 29.    | Összefoglaló |
| 2011                                                | Jenson Button      | McLaren-Mercedes | 1:46:42,337 h | 4,381 km   | 70          | 172,416 km/h  | július 31.    | Összefoglaló |
| 2010                                                | Mark Webber        | Red Bull-Renault | 1:41:05,571 h | 4,381 km   | 70          | 181,989 km/h  | augusztus 1.  | Összefoglaló |
| 2009                                                | Lewis Hamilton     | McLaren-Mercedes | 1:38:23,876 h | 4,381 km   | 70          | 186,973 km/h  | július 26.    | Összefoglaló |
| 2008                                                | Heikki Kovalainen  | McLaren-Mercedes | 1:37:27,067 h | 4,381 km   | 70          | 188,790 km/h  | augusztus 3.  | Összefoglaló |
| 2007                                                | Lewis Hamilton     | McLaren-Mercedes | 1:35:52,991 h | 4,381 km   | 70          | 191,897 km/h  | augusztus 5.  | Összefoglaló |
| 2006                                                | Jenson Button      | Honda            | 1:52:20,941 h | 4,381 km   | 70          | 163,773 km/h  | augusztus 6.  | Összefoglaló |
| 2005                                                | Kimi Räikkönen     | McLaren-Mercedes | 1:37:25,552 h | 4,381 km   | 70          | 188,859 km/h  | július 31.    | Összefoglaló |
| 2004                                                | Michael Schumacher | Ferrari          | 1:35:26,131 h | 4,381 km   | 70          | 192,798 km/h  | augusztus 15. | Összefoglaló |
| 2003                                                | Fernando Alonso    | Renault          | 1:39:01,460 h | 4,381 km   | 70          | 185,810 km/h  | augusztus 24. | Összefoglaló |
| 2002                                                | Rubens Barrichello | Ferrari          | 1:41:49,001 h | 3,975 km   | 77          | 180,364 km/h  | augusztus 18. | Összefoglaló |
| 2001                                                | Michael Schumacher | Ferrari          | 1:41:49,675 h | 3,975 km   | 77          | 180,344 km/h  | augusztus 19. | Összefoglaló |
| 2000                                                | Mika Häkkinen      | McLaren-Mercedes | 1:45:33,869 h | 3,975 km   | 77          | 173,965 km/h  | augusztus 13. | Összefoglaló |
| 1999                                                | Mika Häkkinen      | McLaren-Mercedes | 1:46:23,536 h | 3,973 km   | 77          | 172,481 km/h  | augusztus 15. | Összefoglaló |
| 1998                                                | Michael Schumacher | Ferrari          | 1:45:25,550 h | 3,972 km   | 77          | 174,062 km/h  | augusztus 16. | Összefoglaló |
| 1997                                                | Jacques Villeneuve | Williams-Renault | 1:45:47,149 h | 3,968 km   | 77          | 173,295 km/h  | augusztus 10. | Összefoglaló |
| 1996                                                | Jacques Villeneuve | Williams-Renault | 1:46:21,134 h | 3,968 km   | 77          | 172,372 km/h  | augusztus 11. | Összefoglaló |
| 1995                                                | Damon Hill         | Williams-Renault | 1:46:25,721 h | 3,968 km   | 77          | 172,248 km/h  | augusztus 13. | Összefoglaló |
| 1994                                                | Michael Schumacher | Benetton-Ford    | 1:48:00,185 h | 3,968 km   | 77          | 169,737 km/h  | augusztus 14. | Összefoglaló |
| 1993                                                | Damon Hill         | Williams-Renault | 1:47:39,098 h | 3,968 km   | 77          | 170,292 km/h  | augusztus 15. | Összefoglaló |
| 1992                                                | Ayrton Senna       | McLaren-Honda    | 1:46:19,216 h | 3,968 km   | 77          | 172,424 km/h  | augusztus 16. | Összefoglaló |
| 1991                                                | Ayrton Senna       | McLaren-Honda    | 1:49:12,796 h | 3,968 km   | 77          | 167,857 km/h  | augusztus 11. | Összefoglaló |
| 1990                                                | Thierry Boutsen    | Williams-Renault | 1:49:30,597 h | 3,968 km   | 77          | 167,402 km/h  | augusztus 12. | Összefoglaló |
| 1989                                                | Nigel Mansell      | Ferrari          | 1:49:38,650 h | 3,968 km   | 77          | 167,197 km/h  | augusztus 13. | Összefoglaló |
| 1988                                                | Ayrton Senna       | McLaren-Honda    | 1:57:47,081 h | 4,014 km   | 76          | 155,401 km/h  | augusztus 7.  | Összefoglaló |
| 1987                                                | Nelson Piquet      | Williams-Honda   | 1:59:26,793 h | 4,014 km   | 76          | 153,239 km/h  | augusztus 9.  | Összefoglaló |
| 1986                                                | Nelson Piquet      | Williams-Honda   | 2:00:34,508 h | 4,014 km   | 76          | 151,804 km/h  | augusztus 10. | Összefoglaló |
| 1937 és 1985 között nem rendeztek magyar nagydíjat. |                    |                  |               |            |             |               |               |              |
| 1936                                                | Tazio Nuvolari     | Alfa Romeo       | 2:14:03,500 h | ~5,000 km  | 50          | ? km/h        | június 21.    | Összefoglaló |

Az eltérő színnel jelölt verseny nem számított bele a világbajnokságba. Ezt a versenyt a Népligetben rendezték.
*= Extra felvezető kör miatt, eggyel kevesebb körös lett a futam.

### Többszörös győztesek

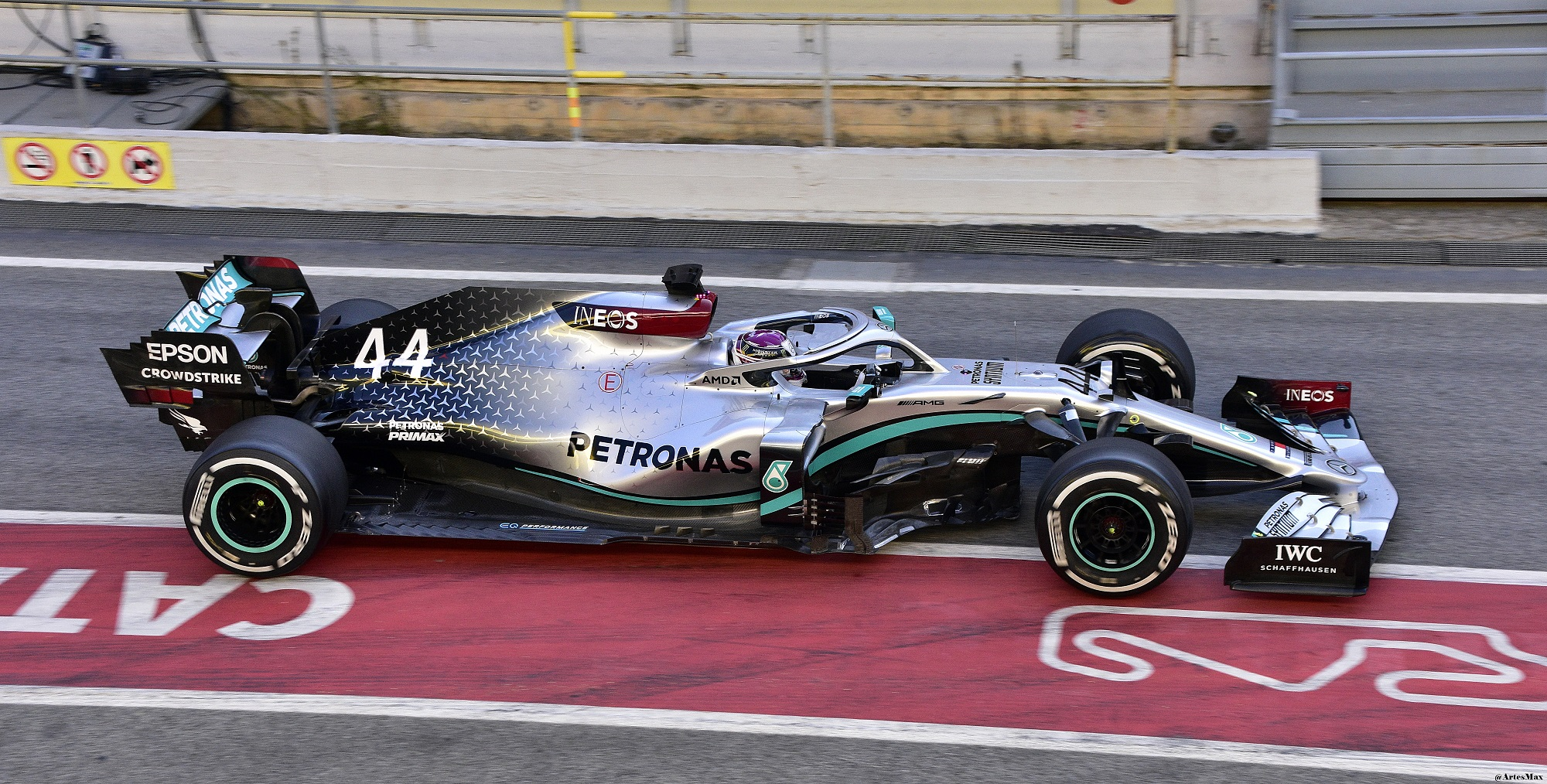
Lewis Hamilton nyerte meg legtöbbször a magyar nagydíjat

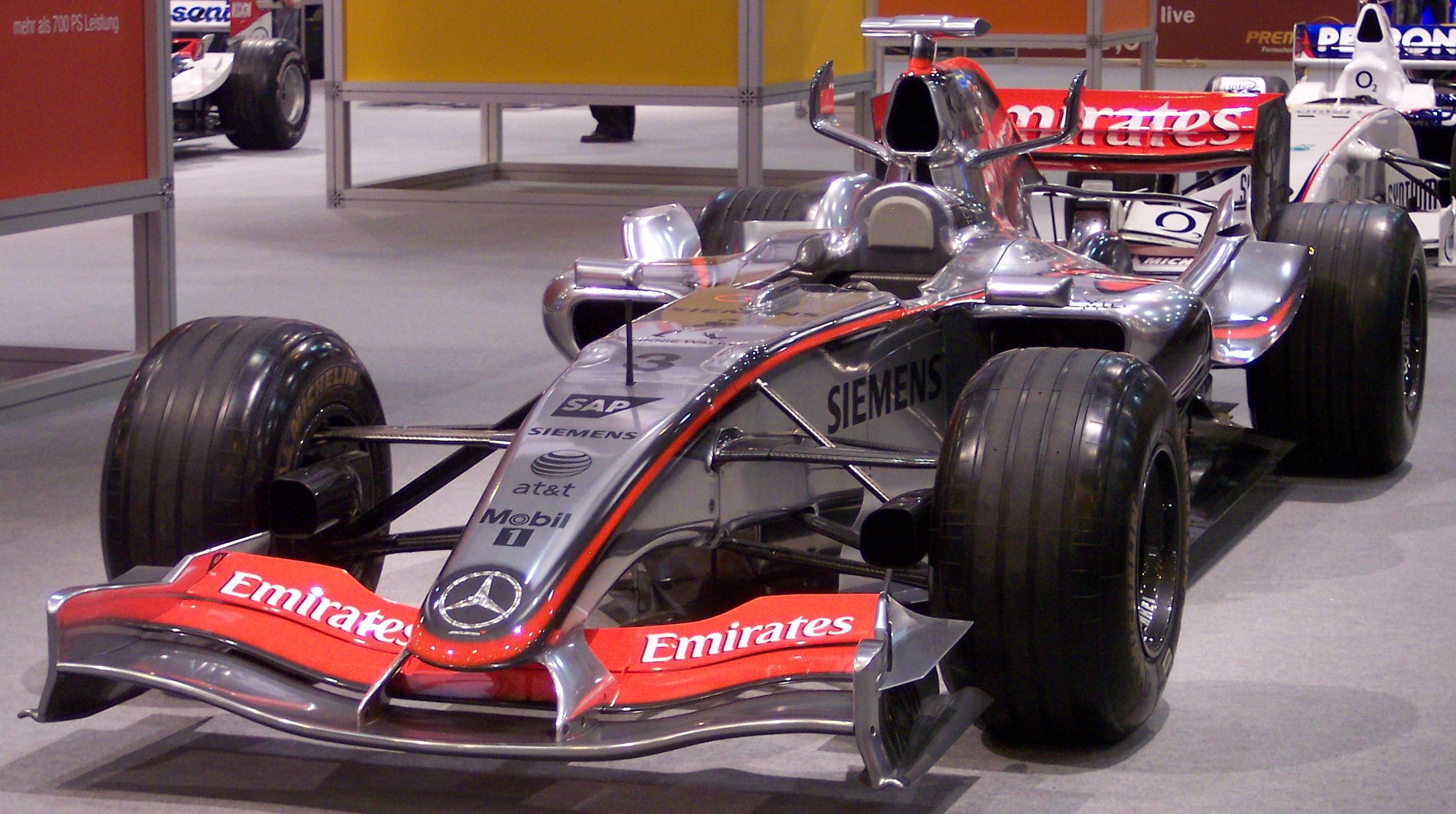
A McLaren csapata nyert legtöbbször a Hungaroringen

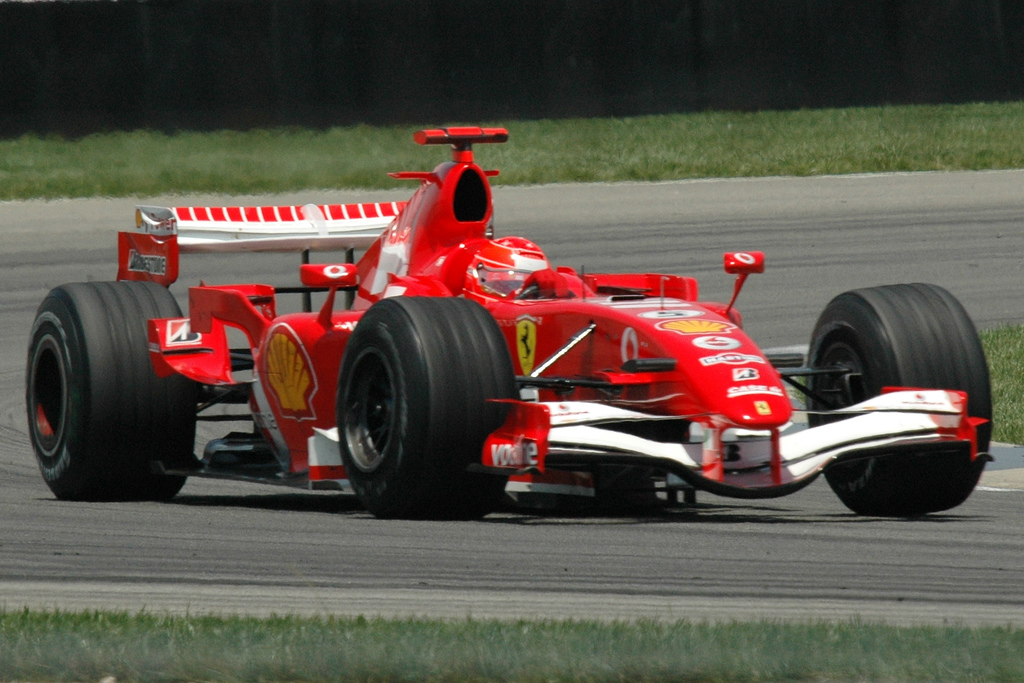
Michael Schumacher négyszer nyerte meg a magyar nagydíjat

#### Versenyzők
|   | Versenyző          | Évek                                           |
| - | ------------------ | ---------------------------------------------- |
| 8 | Lewis Hamilton     | 2007, 2009, 2012, 2013, 2016, 2018, 2019, 2020 |
| 4 | Michael Schumacher | 1994, 1998, 2001, 2004                         |
| 3 | Ayrton Senna       | 1988, 1991, 1992                               |
| 2 | Nelson Piquet      | 1986, 1987                                     |
| 2 | Damon Hill         | 1993, 1995                                     |
| 2 | Jacques Villeneuve | 1996, 1997                                     |
| 2 | Mika Häkkinen      | 1999, 2000                                     |
| 2 | Jenson Button      | 2006, 2011                                     |
| 2 | Sebastian Vettel   | 2015, 2017                                     |
| 2 | Max Verstappen     | 2022, 2023                                     |

#### Csapatok
|    | Csapat   | Évek                                                                         |
| -- | -------- | ---------------------------------------------------------------------------- |
| 13 | McLaren  | 1988, 1991, 1992, 1999, 2000, 2005, 2007, 2008, 2009, 2011, 2012, 2024, 2025 |
| 7  | Williams | 1986, 1987, 1990, 1993, 1995, 1996, 1997                                     |
| 7  | Ferrari  | 1989, 1998, 2001, 2002, 2004, 2015, 2017                                     |
| 5  | Mercedes | 2013, 2016, 2018, 2019, 2020                                                 |
| 4  | Red Bull | 2010, 2014, 2022, 2023                                                       |

## Szponzorok
- Pop 84 Magyar Nagydíj 1988–1989
- Marlboro Magyar Nagydíj 1992–2005
- ING Magyar Nagydíj 2008–2009
- ENI Magyar Nagydíj 2010–2012
- Pirelli Magyar Nagydíj 2014–2017
- Rolex Magyar Nagydíj 2018–2019, 2021
- Aramco Magyar Nagydíj 2020, 2022
- Qatar Airways Magyar Nagydíj 2023
- Lenovo Magyar Nagydíj 2025

## Mérföldkövek

### Első győzelem
- Damon Hill (1993)
- Fernando Alonso (2003)
- Jenson Button (2006)
- Heikki Kovalainen (2008)
- Esteban Ocon (2021)
- Oscar Piastri (2024)

### Utolsó győzelem
- Thierry Boutsen (1990)
- Heikki Kovalainen (2008)

### Első dobogó
- Jos Verstappen (1994, 3.)
- Pedro de la Rosa (2006, 2.)
- Timo Glock (2008, 2.)
- Danyiil Kvjat (2015, 2.)

### Első verseny
- Anthony Davidson (2002)
- Baumgartner Zsolt (2003)
- Robert Kubica (2006)
- Jaime Alguersuari (2009)

### Első pole pozíció
- Thierry Boutsen (1990)
- Max Verstappen (2019)
- George Russell (2022)

### Első leggyorsabb kör
- Bertrand Gachot és a Jordan csapat (1991)

### Bajnokavatások
- 1992, Nigel Mansell, 16-ból a 11. futamon
- 1996, Williams, 16-ból a 12. futamon (az is eldőlt, hogy az egyéni címet csak Williams-pilóta szerezheti meg)
- 2001, Michael Schumacher és a Ferrari, 17-ből a 13. futamon
- 2002, Ferrari, 17-ből a 13. futamon
- 2004, Ferrari, 18-ból a 13. futamon (az is eldőlt, hogy az egyéni világbajnoki címet csak Ferrari-pilóta szerezheti meg)

### Rekordok
- 1992, Nigel Mansell: legkorábban eldőlt világbajnoki cím (2002-ben Michael Schumacher megdöntötte)
- 2001, Michael Schumacher: 51. futamgyőzelmével beállította Alain Prost addigi csúcsát (a belga nagydíjon meg is döntötte)
- 2003, Fernando Alonso: legfiatalabb futamgyőztes (a 2008-as olasz nagydíjon Sebastian Vettel megdöntötte, a jelenlegi rekordot a 2016-os spanyol nagydíjon állította fel Max Verstappen)
- 2009, Jaime Alguersuari: legfiatalabb versenyző (a 2015-ös ausztrál nagydíjon Max Verstappen megdöntötte)

### Nem világbajnok versenyzők győzelmei a versenyen
- Thierry Boutsen (1990)
- Rubens Barrichello (2002)
- Heikki Kovalainen (2008)
- Mark Webber (2010)
- Daniel Ricciardo (2014)
- Esteban Ocon (2021)
- Oscar Piastri (2024)

### Világbajnokok, akik nem tudták a versenyt megnyerni
- Alan Jones (indult: 1986)
- Keke Rosberg (1986)
- Alain Prost (1986–1991, 1993) – Magyarországon kívül csak Argentínában és Japánban nem sikerült nyernie.
- Nico Rosberg (2006–2016) – A világbajnoki évében (2016) szereplő futamok közül Magyarországon kívül mindössze Kanadában, Malajziában és az Egyesült Államokban nem tudott nyerni.

A magyar nagydíjat a hosszú évek tapasztalatai alapján az "esélytelenek futama" jelzővel is lehetne jellemezni, hiszen a 39 eddigi futamból eddig mindössze 13 alkalommal nyerte az a versenyző a futamot, aki ugyanabban az évben világbajnok lett (1987, 1988, 1991, 1994, 1997, 1999, 2001, 2004, 2018, 2019, 2020, 2022, 2023). 2004 óta pedig mindössze 3 alkalommal volt példa arra, hogy olyan versenyző nyerjen, aki a szezonzáró futamon bajnoki esélyes maradt (2007, 2010 és 2016). Emellett többször is előfordult, hogy egy esélytelenebbnek vélt csapat vagy pilóta kiugróan jó eredményt érjen el.

## Trófeák
2006 óta a kupát a Herendi Porcelángyár készíti: 2006-ban a Budai Várat, 2007-ben a Parlamentet, 2008-ban a Halászbástyát, 2009-ben pedig a Lánchidat ábrázolta.
A nyolcvanas és a kilencvenes években a Hollóházi Porcelángyárban készültek a kupák, egy részük másolata meg is tekinthető a porcelángyár múzeumában.